# زایدپلاس
زایدپلاس (به هلندی: Zuidplas) یک شهرستان در هلند است که در هلند جنوبی واقع شده‌است. زایدپلاس −۶ متر بالاتر از سطح دریا واقع شده‌است.